# 渡辺正人 (競馬)
渡辺 正人（わたなべ まさと、1916年1月1日 - 1982年11月21日）は、東京府（現在の東京都）出身の元騎手（日本競馬会、国営競馬、日本中央競馬会）・評論家。
愛称は「ナベ正」「ナベショー」。
国営〜中央で初めてフリー騎手（厩舎に所属しない騎手）となったことでも知られる。

## 経歴
祖父がフランス人から装蹄技術を学んだという日本人装蹄師の草分け的存在で、家は以前から馬に関わりがあり、渡辺の父親も獣医師会の会長を務めていた。渡辺も日大中学を2年修了したのち、麻布獣医畜産学校に進学。馬術部に所属した一方、学校が夏休みになると、父親の知り合いであった目黒・岸参吉厩舎で、厩舎の掃除や馬の下乗りなどを手伝っていた。翌年の夏休みには、父親に連れられて横浜に行って実際のレースを見る機会を得たが、そのときレースに騎乗していた阪神・中村一雄騎手の、当時としてはめずらしいモンキー乗りの騎乗フォームに魅せられ騎手になることを決意。厩舎に赴いて中村に入門を志願して許され、1931年に中村厩舎に正式に弟子入りした。

### 騎手生活の始まり
中村への弟子入り後2年間は厩舎でさまざまな修行を積み、1933年に騎手免許を取得すると、中村厩舎の出張馬房があった横浜で初騎乗し初勝利を挙げる。師匠譲りのモンキー乗りの騎乗フォームで、騎乗技術の評価はデビュー当時から高かった。しかし、1941年の秋には召集を受け戦地に赴くことになり、実に5年近く競馬から離れることになる。
1946年に復員し騎手に復帰するも、師である中村一雄は戦時中の競馬中断を機に実業家に転身してしまい、競馬再開後は競馬界に戻ってこなかった。結局渡辺は厩舎に所属することなく、中村一雄の弟である中村広厩舎で騎乗するなど、縁故のある厩舎に籍を置かせてもらう形をとったものの、当時の調教師と所属騎手は師弟関係はもちろんのこと、家族同然の関係でもあったため、拠り所を失った渡辺は競馬サークル内の「孤児」となって苦労する。実際、復帰してからの3年間の勝鞍はわずか10に留まる。
そういった苦境から、持ち前の話術と騎乗技術を活かしてみずから営業し騎乗馬を集めるようになるが、これが後年にいたり、同様にみずからフリーランスとして活動する騎手が多くなった際、存在の嚆矢とされることになり「日本競馬初のフリー騎手」として認知されるようになる。

### 日本初のフリー騎手として八大競走制覇
騎乗馬が集まり始めた1950年にはミキノヒカリで読売楯争奪アラブ東西対抗戦（春）を勝利し重賞初制覇。秋には当時のマイルレコードを持ち、快速牝馬の異名をとったコマミノルで優駿牝馬に勝ち八大競走初制覇。1952年にはミツハタで天皇賞（春）を制し、この年の関東リーディングではトップの二本柳俊夫に2勝差と迫る48勝で2位につけるなど、名実ともに関東を代表する騎手のひとりとなった。この間には障害競走にも多く騎乗したが、大きな落馬事故を経験したこともあり、姉や妹から「障害競走に乗るのはやめてほしい」と言われ続けてきた。しかし「中山大障害を勝つまでは」という決意の上で騎乗を続け、ついにミツタエで1951年の中山大障害（秋）を勝利。この勝利を置き土産に障害免許を返上、平地専業となる。
障害レースで落馬した後遺症で、晩年まで時々頭痛が出ることがあり、強い抗生物質を服用していた。
こうした活躍には、中山に厩舎を構えていた矢野幸夫や、師匠筋である武田文吾（中村一雄の弟弟子）など、渡辺の騎乗技術を評価し、騎乗を任せた調教師の存在も大きかった。矢野は騎手としてミツハタ（当時は人馬ともに東原玉造厩舎所属）に騎乗していたが、1952年の調教師転身時に東原からミツハタを譲り受け、ミツハタの後継騎手に渡辺を指名。人馬は同年春の天皇賞をレコードタイムで制し、その恩に報いた。
なお、この時の天皇賞は渡辺も相当自信があったようで、レース前、知己の実況アナウンサーに「今回の天皇賞は必ずいただく。勝ったら東の方にムチを差し出すから『ナベ正が関東のファンに応えている』とでも言っておいてくれよ」と言い残し、実際ゴール後にムチを東の空に差し出した渡辺を見て、アナウンサーもそのように実況したという。
この当時、矢野幸夫厩舎の見習い騎手だった矢野進（後に騎手～調教師）は、厩舎に身を寄せていた渡辺について「非常にきちょうめんな人で、靴磨きで少しでも靴墨が残っていたり、腹帯も綺麗に洗っていないと叱られました」とする一方で、「強いて言えば後の岡部幸雄騎手のような感じ。細かいことを言うようで実に理にかなっていたから、うるさいというよりもむしろ勉強になりました。ありがたい兄弟子だったと思います」と語っている。また、競馬場から離れると優しい兄弟子だったようで「コーヒーの好きな人でよく私にも飲ませてくれました。また、コーラを初めて飲ませてくれたのも渡辺さんでした。当時はサイダーしか飲んだことがなかったから、新鮮だったのを覚えています」と結んでいる。

### 40代での皐月賞3連覇
1958年、42歳となった渡辺はタイセイホープで皐月賞を勝利する。中京の星川泉士厩舎が管理していたタイセイホープは、それまで主に厩舎所属の大根田裕也が騎乗していたが、東上にあたってベテランのフリー騎手である渡辺に白羽の矢が立った。
一方で馬主の浅野国次郎は「渡辺っていうのはよく知らないんだが、大丈夫か」と、乗り替わりに不安を感じていたという。人馬の東西交流がほとんどない時代ゆえの話ではあるが、それを伝え聞いた渡辺は愛知に住む浅野のところまで出向き「信頼してもらえないなら降ろしてもらう」と直談判。啖呵を切った手前、ぶざまな競走は出来ないと、タイセイホープは8番人気という低評価を覆し見事レコードタイムで勝利する。
渡辺の勝ち気な性格を気に入った浅野は、翌年も同じ星川厩舎管理の所有馬・ウイルデイールへの騎乗を依頼。渡辺もそれに応え、皐月賞では前年にタイセイホープが記録したレースレコードを0秒7上回る2分3秒3の好タイムで制覇。皐月賞連覇となった。
1960年の皐月賞では、武田師が最本命馬ながら主戦の栗田勝が負傷で騎乗できず鞍上が空いていたコダマの騎手に起用し、それに応えた渡辺は皐月賞3連覇という偉業を達成した。また、この3連覇はいずれも関西馬によるものであった。

### 引退、評論家への転身
40代となってからも皐月賞3連覇など輝かしい活躍を見せた一方で、騎乗数は大幅に減少。皐月賞3連覇を達成した1960年は、年間を通じての騎乗数は僅か47鞍のみであった（うち10勝）。
1961年にユキロウでスプリングステークスを制したのが最後の重賞勝利となり、47歳となった1963年6月限りで騎手を引退。日本中央競馬会では騎手としては初めての引退式を開催して、長年の労苦をねぎらった。
引退後は調教師への転身などといった中央競馬の内部に残る道を選ばず、日本初となる元騎手の競馬評論家・解説者へと転身。スポーツニッポン専属評論家となり、ホースニュース・馬を経て、報知新聞社に移籍し、予想や戦評を数多く執筆。
酒は一滴も飲まなかったが、コーヒーが大好物で、競馬場にはいつも自分で豆を挽いて煎れたコーヒーを持参し、周囲の人間にも振る舞った。土曜日の朝は、府中の馴染みのパン屋で買ったクロワッサンをかじりながら、コーヒーを飲んでは馬券買いに励んだ。ダンディーでプライドは高かったが、偉ぶるところは少しもなく、ジャーナリストやファンには愛された。
騎乗技術に関しては、どこの誰にも一歩も譲らない信念があり、「府中の直線は、坂を上がって、一、二、三と数えてから追い出せ」など若い騎手には口酸っぱく教えた。
1960年代後半にレスター・ピゴット（イギリス）が来日し、府中の直線で見事な差し切り勝ちを演じた時、報知の記者に通訳をやらせ、記者に「俺はナベ正、日本の2000ギニーを3連覇した男だと紹介しろ」と言った後、ピゴットに向かって「君は俺の我慢の理論を見事に実践して見せた。大したもんだ」と言った。
日本短波放送では、声優の加藤みどりと『勝馬大作戦』に出演し、落語における「ご隠居さんと熊さん・八っつぁん」さながらのやりとりを演じた。
東京12チャンネル→テレビ東京『土曜競馬中継』にも解説者としてレギュラー出演し、土居壮と長くコンビを組み、土居に「土曜日の競馬で大儲けをして、そのまま飛行機に乗って長崎に行き、ちゃんぽんを食べてすぐ帰り、日曜の競馬場に何気ない顔で座っていること」を夢として口にしていた。
1973年、熱狂的なハイセイコーブームの真っ只中の日本ダービーでは、現役時代に多く騎乗した稲葉幸夫厩舎との縁で、戦前はそれほど注目される存在ではなかったタケホープに目を付けて取材。主戦騎手の嶋田功から「ハイセイコーが四ツ脚なら、こっちだって四ツ脚だよ」という競馬史に残る発言を引き出したことでも知られる。
1981年にウィリー・シューメーカーが来日し2着に終わると、司会の土居は違う解説者に話を振ってしまう。土居は後に「あの時は、自分で話を振りながら、まずいなって思いましたよ。シューメーカーの手綱さばきなら、まず、なにを置いてもナベ正さんに話を振らなきゃいけないところだった。」と振り返っており、案の定、すっかり気を悪くした渡辺に慌てて話を聞くと、ただ一言、「シューメーカーなんて、へたくそですよ」と斬って捨てた。
私生活ではコートはバーバリー、手袋はペッカリーなど決まっていたほか、若々しく、洗いざらしのジーンズの上下で現れることもあった。食物にもうるさく、レストランの品定めをさせたら、なかなか話が止まらなかった。
報知新聞の記者に「日本一のオニオングラタンスープを出す店に連れて行ってやる」と言ってご馳走した際、記者は当然フルコースを振る舞ってくれるものと思ったが、渡辺は「どうだい、いけるだろ」と済ました顔でスープを飲み終え、そのまま席を立ったこともあった。
1982年は11月14日の中継を風邪で休み、翌週の同20日には復帰。司会の土居が「先週はどうしたんです、大丈夫ですか」 と尋ねると、「オレ、もうだめかも知れないな」と弱気な返答をした。土居は冗談だろうと思いながら、気にもとめずに中継を始め、渡辺の解説にも、取り立てて変わったところはなかった。土曜の放送を終え、家に帰って、翌21日、好きなコーヒーを入れようと台所に立ったところで発作が起き、急性心不全のため、東京都内の自宅で死去。66歳没。
亡くなった同日はエリザベス女王杯で、京都に実況のために出張していた土居は午前中、競馬場に顔を出すと、競馬会の顔見知りの広報に「ナベ正さん、亡くなりましたね」と言われて、渡辺の死去を知った。

## 騎手成績
2547戦439勝

### おもな勝鞍
- 皐月賞（1958年タイセイホープ、1959年ウイルデイール、1960年コダマ）
- 天皇賞（春）（1952年ミツハタ）
- 優駿牝馬（1950年コマミノル）

## 著書
- ナベ正の競馬戦術（秋田書店、1967年4月20日）
- 言えなかった競馬の本（青春出版社、1983年2月17日）ISBN 4413013093